# Elvira Velasco
Elvira Velasco Morillo (Zamora, 5 de marzo de 1968) es una enfermera y política española. Ha sido senadora en la VII y IX legislaturas y diputada en VIII, XIII, XIV y XV legislaturas.

## Biografía
Elvira Velasco nació en Zamora en 1968. Se diplomó en Enfermería en la Universidad de León,y obtuvo el máster en Administración y Dirección de Servicios Sanitarios por la Universidad Antonio Nebrija. Actualmente es la vicepresidenta segunda de la Comisión de Sanidad del Congreso de los Diputados.

## Elecciones disputadas
| Elecciones                                          | Circunscripción | Candidatura     | Puesto | Resultado |
| --------------------------------------------------- | --------------- | --------------- | ------ | --------- |
| Elecciones Generales de España de 2000              | Zamora          | Partido Popular | 3      | Electa    |
| Elecciones Generales de España de 2004              | Zamora          | Partido Popular | 2      | Electa    |
| Elecciones Generales de España de 2008              | Zamora          | Partido Popular | 3      | Electa    |
| Elecciones Generales de España de abril de 2019     | Zamora          | Partido Popular | 2      | Electa    |
| Elecciones Generales de España de noviembre de 2019 | Zamora          | Partido Popular | 1      | Electa    |
| Elecciones Generales de España de 2023              | Zamora          | Partido Popular | 1      | Electa    |